# Port de Gros-Cacouna
Pour les articles homonymes, voir Cacouna (homonymie).
Le Port de Gros-Cacouna est un port en eaux profondes situé dans la municipalité de Cacouna, sur la rive sud du fleuve Saint-Laurent, au Québec. Inauguré en 1981, il accueille diverses marchandises, dont des produits forestiers, du ciment, du vrac solide et des pièces d'éoliennes. Son emplacement, son accès routier et ses aires d'entreposage en font une infrastructure importante pour le développement économique régional. Plusieurs projets d'envergure ont été envisagés depuis sa création, notamment un terminal méthanier et un port pétrolier, sans toutefois se concrétiser. Depuis 2020, il appartient au gouvernement du Québec et fait l'objet d'un programme de dragage et de modernisation. À partir de 2028, il deviendra aussi le nouveau port d'attache de la traverse vers Saint-Siméon.

## Situation géographique
Situé à l'est de Rivière-du-Loup, à 215 km en aval de Québec, le port est implanté face à l'embouchure de la rivière Saguenay. Il est accessible en toutes saisons, parfois à l'aide de brise-glace, et profite d'une connexion avec les autoroutes 20 et 85 ainsi qu'un accès ferroviaire à moins de dix kilomètres,,. La profondeur du chenal est de 10,2 mètres et l'entrée mesure 170 mètres de large. L'installation dispose de 251 569 mètres carrés d'entreposage extérieur et de près de 2 500 mètres carrés à l'intérieur.

## Toponymie
Le port de Gros-Cacouna tire son nom de la municipalité de Cacouna, où il est implanté, plus précisément dans le secteur de Saint-Georges-de-Cacouna. L'origine du qualificatif Gros n'est pas documentée de manière certaine. La désignation officielle « Port de Gros-Cacouna » a été enregistrée en 1983 par la Commission de toponymie du Québec.

## Histoire

### Des premières ambitions à la construction du port (1896–1970)
L'idée d'un port en eaux profondes dans cette région remonte au XIXe siècle,. Le 28 mars 1896, la Chambre de commerce de Rivière-du-Loup adopte une résolution demandant à la législature fédérale la construction d'une jetée à la Pointe de Rivière-du-Loup, afin de permettre aux navires à vapeur d'y faire escale. 
Dès 1897, le premier ministre du Canada, Wilfrid Laurier, formule une promesse électorale en faveur du projet,. Des études sont ensuite menées par le gouvernement fédéral, notamment sur le mouvement des glaces, mais le dossier est mis en veilleuse pendant plusieurs décennies après 1910.
L'intérêt pour un port maritime dans la région renaît en 1956, cette fois avec un déplacement vers l'île du Gros-Cacouna. La Chambre de commerce de Rivière-du-Loup adopte une résolution pour réclamer officiellement la construction d'un quai en eau profonde, et mandate Paul-Yvan Marquis ainsi que Rosaire Gendron pour la rédaction d'un mémoire à soumettre au ministère des Travaux publics. Ce document de seize pages, remis en mai 1956 au ministre Robert Winters par l'entremise du député de Témiscouata Jean-Paul Saint-Laurent, met de l'avant les facilités offertes par le site de Gros-Cacouna pour l'aménagement d'un quai en eau profonde, en insistant sur sa capacité à accueillir des navires de fort tonnage,.
Dès l'année suivante, Jean-Paul Saint-Laurent intensifie ses démarches afin de convaincre des industriels de s'intéresser au site, notamment la Continental Grain Company, qui dépêche des ingénieurs à Gros-Cacouna en novembre 1956 pour réaliser des relevés techniques. Ceux-ci jugent le site favorable sur tous les plans, et l'entreprise prend des options sur des terrains en vue d'y implanter un élévateur à grain, si le port voit le jour,. La particularité du site, exempt de glaces même en hiver grâce aux courants du Saguenay, est mise de l'avant pour justifier la possibilité d'une navigation à l'année longue sans recours aux brise-glaces ni dragages coûteux,,.
Le maire Gendron de Rivière-du-Loup, souligne à plusieurs reprises que le port actuel de la Pointe de Rivière-du-Loup présente des limitations importantes liées à la faible profondeur des eaux et à la vase accumulée, ce qui rend les dragages fréquents et dispendieux. Il soutient que Gros-Cacouna constitue une alternative plus viable pour assurer un accès portuaire fluviomaritime à longueur d'année,.
À partir de 1958, le projet reçoit un appui élargi. Des chambres de commerce du Nouveau-Brunswick et celle du comté d'Aroostook dans le Maine s'allient aux milieux économiques du Bas-Saint-Laurent pour faire pression sur le gouvernement fédéral. Lors d'une réunion tenue à Edmundston, une résolution unanime réclame la création d'un port en eau profonde à Gros-Cacouna, afin de desservir efficacement les régions de Kamouraska, du nord du Nouveau-Brunswick et de l'État du Maine. La résolution souligne que des relevés effectués par le ministère des Transports démontrent la faisabilité d'un port ouvert douze mois par année,,.
La topographie du site, la profondeur naturelle des eaux et l'absence de glaces flottantes même en hiver sont régulièrement mises en avant. La municipalité de Cacouna multiplie les interventions, demandant notamment le transfert du poste de pilotage de Pointe-au-Père à Gros-Cacouna. Selon ses représentants, l'emplacement offre un accès stratégique aux chenaux nord et sud du Saint-Laurent ainsi qu'à l'entrée de la rivière Saguenay. Il permettrait de raccourcir les trajets maritimes, tout en profitant de meilleures infrastructures d'accueil pour les pilotes, dont le logement et les connexions ferroviaires et routières,,.
En 1959, les élus municipaux de la région, appuyés par des groupes économiques comme le comité interprovincial formé à Cabano, redoublent leurs démarches. Le port de Gros-Cacouna est désormais perçu comme la pièce maîtresse d'un projet régional de désenclavement et de développement économique, destiné à relier l'arrière-pays à la Voie maritime du Saint-Laurent. Plusieurs voix, dans la région comme à Ottawa, reconnaissent le potentiel stratégique du site, et une enquête ministérielle est ouverte pour évaluer les besoins d'un quai en eau profonde à proximité de Rivière-du-Loup,.
La même année, des mouvements citoyens prennent forme pour promouvoir la construction du port, notamment le Comité international des voies de communication, qui organise une manifestation majeure en septembre de cette année, attirant l'attention de politiciens fédéraux,.
En 1962, alors qu'il sollicite le maire de Rivière-du-Loup Rosaire Gendron comme candidat, le chef libéral Lester B. Pearson s'engage formellement à faire construire les installations portuaires à Gros-Cacouna,. En mars 1964, le Conseil du Trésor du gouvernement fédéral approuve un budget d'environ 6,9 millions de dollars pour l'aménagement des installations portuaires de Gros-Cacouna. L'appel d'offres est alors lancé pour la première phase, qui porte sur la construction de deux brise-lames et d'une voie d'accès, et les travaux débutent à l'été 1965. En deux ans, 3,2 millions de tonnes de roches sont extraites de l'île. Le bassin portuaire d'une superficie de 185 000 mètres carrés est dragué entre 1967 et 1969 pour atteindre une profondeur de 12 mètres. Une entreprise spécialisée dans la manutention du grain manifeste alors son intérêt pour s'y établir, mais un conflit intersyndical paralysant les travaux de dragage entraîne son retrait, forçant le ministère des Transports à résilier le bail négocié avec elle. En mars 1969, le chantier, d'un coût de 8,8 millions de dollars, marque une avancée majeure,.
Malgré ces travaux, les infrastructures demeurent inutilisées pendant plusieurs années. Dès 1969, les pressions reprennent pour la poursuite des aménagements. Plusieurs mégaprojets sont étudiés au cours des années 1970, sans aboutir. Un terminal pétrolier est envisagé par la société Ashland Oil en 1972, un projet de transbordement de vrac porté par Ralph Misener et la Compagnie Havre Champlain dès 1974, ainsi qu'un terminal méthanier lié au Projet pilote de l'Arctique de Petro-Canada en 1980. Ces propositions suscitent des débats politiques importants, tant au niveau fédéral que provincial, et se heurtent à des désaccords administratifs, à des considérations environnementales, ainsi qu'à des rivalités régionales, comme en témoignent les études contradictoires sur les coûts entre Gros-Cacouna et L'Isle-Verte.

### Projet Misener
Parmi les projets étudiés au cours des années 1970 figure celui de transbordement de vrac solide porté par la compagnie Misener Transportation et sa filiale Havre Champlain Inc. Après avoir commandé plusieurs études, Misener conclut que le site de Gros-Cacouna présente les conditions idéales pour une telle vocation. En avril 1975, le gouvernement Bourassa apporte son appui à un investissement proposé de 137 millions de dollars. En juin de la même année, une entente est conclue entre les responsables de la société, les autorités municipales de Rivière-du-Loup et des promoteurs régionaux.
Malgré cet appui, le projet se heurte à des résistances à Ottawa. Le ministre Jean Marchand craint les répercussions d'un aménagement de cette ampleur sur les autres installations portuaires du Saint-Laurent et des Maritimes. Ce contexte contribue à retarder l'aboutissement des négociations, qui s'échelonnent de 1974 à 1979 entre la compagnie, Québec et le gouvernement fédéral en vue de l'octroi d'un bail sur les installations.
Un premier déblocage survient à l'automne 1977, lorsque le ministre fédéral des Transports Otto Lang annonce la réalisation d'un quai régional à Gros-Cacouna, pour un investissement de 12,5 millions de dollars. Les travaux de dragage et de remblayage commencent en 1978, suivis de la construction d'un premier quai commercial et d'un hangar sur les terrains aménagés.
Le projet de Havre Champlain, entre-temps révisé, est désormais évalué à environ 330 millions de dollars,, prévoit des installations pour le vrac solide, avec une première phase centrée sur les céréales, suivie de l'ajout de minerais, charbon et autres marchandises similaires. Une entente est prévue en décembre 1979, mais la chute du gouvernement minoritaire de Joe Clark empêche la tenue de la cérémonie officielle. Le ministre des Transports, retenu à Ottawa par le débat budgétaire, est absent, et les dignitaires réunis à Gros-Cacouna sont laissés sans hôte.
Finalement, le 26 janvier 1980, le premier navire accoste au port de Gros-Cacouna. Il s'agit du BELLEA, venu charger une cargaison de papier journal produite par la compagnie F.F. Soucy de Rivière-du-Loup. La signature du protocole d'entente entre les gouvernements du Québec et du Canada et la Compagnie Havre Champlain survient le 31 janvier 1980, confiant à cette dernière la gestion du port jusqu'en 2023. 

### Premier projet de terminal méthanier
Toutefois, aucun des grands projets d'expansion envisagés dans les années 1970 et 1980 n'est réalisé. À la fin des années 1970, le port de Gros-Cacouna est choisi par Petro-Canada comme site privilégié pour accueillir un terminal de réception du gaz naturel liquéfié (GNL), dans le cadre du Projet pilote de l'Arctique,. Ce vaste projet, impliquant également les sociétés Nova, Dôme Petroleum, Melville Shipping, Panarctic Oils et TransCanada Pipelines, vise à exploiter les réserves de gaz découvertes dans l'île Melville, au large des Territoires du Nord-Ouest, prévoit de transporter le gaz des champs de Drake Point, au nord-est de l'île Melville, jusqu'à un terminal de liquéfaction situé à Bridport Inlet,. Le gaz y serait liquéfié, puis acheminé par méthaniers brise-glace à travers l'Arctique et l'Atlantique vers un terminal de regazéification au sud-est du Canada,.
Le site de Gros-Cacouna est retenu à l'origine à l'issue d'études techniques approfondies. Le terminal projeté devait être situé au nord des installations portuaires existantes et des installations proposées de Havre Champlain, et comporter une aire de transbordement, deux réservoirs de stockage du GNL ainsi qu'un système de vaporisation. Le gaz regazéifié devait ensuite être injecté dans le réseau gazier de TransCanada PipeLines et distribué vers les marchés de consommation,. Le coût global du projet était estimé à plus de deux milliards de dollars, et il prévoyait la création de 640 emplois permanents.
Gros-Cacouna entre alors en concurrence avec le site de Melford Point, dans le détroit de Canso, en Nouvelle-Écosse, également pressenti pour recevoir les installations terminales,. En septembre 1980, TransCanada PipeLines commence officiellement à chercher un site et soumet ses exigences techniques, notamment en matière d'infrastructures portuaires et de vaporisation du GNL. En octobre de la même année, le ministre de l'Environnement du Québec confie au Bureau d'audiences publiques sur l'environnement (BAPE) le mandat de tenir des audiences publiques sur le projet d'implantation du terminal méthanier à Gros-Cacouna. Deux volets sont alors à l'étude : la construction d'un quai de déchargement et celle d'une installation de regazéification du GNL, toutes deux assujetties à une évaluation environnementale. Malgré une faible participation citoyenne à la première séance, attribuée à la lassitude face à une série de projets de développement non réalisés, la deuxième rencontre révèle un regain d'intérêt local lorsque sont évoquées les retombées économiques régionales liées à la phase de construction. En juin 1981, le ministre annonce néanmoins une décision favorable, considérant que le site québécois satisfait aux exigences environnementales.
Le site de Melford Point est appuyé par plusieurs des partenaires industriels, tel que Dome Petroleum et NOVA, ainsi que des figures influentes du gouvernement fédéral, notamment le ministre des Finances Allan MacEachen, dont la circonscription englobe la région concurrente. Cette réorientation soulève une forte opposition au Québec, où le projet est perçu comme un levier stratégique de développement régional pour le Bas-Saint-Laurent. Des tensions éclatent entre les gouvernements québécois et fédéral, exacerbées par le refus de certains ministres fédéraux, comme Pierre De Bané, de défendre le projet québécois de manière active. Le ministre de l'Environnement, Marcel Léger, va jusqu'à menacer de bloquer l'extension d'un gazoduc vers les Maritimes si Ottawa choisit de contourner le site de Gros-Cacouna. 
En parallèle, les audiences de l'Office national de l'énergie tenues à Ottawa, Canso et Rivière-du-Loup révèlent l'ampleur des retombées économiques envisagées, notamment dans les secteurs agroalimentaire et industriel. Le ministère de l'Agriculture du Québec prévoit alors l'implantation rapide d'entreprises utilisant la cryogénie dans le parc industriel voisin, comme des usines de transformation des produits marins ou de liquéfaction de l'air, avec un nombre important d'emplois à la clé.
Malgré cette mobilisation, le projet ne se concrétise pas. La demande canadienne en gaz naturel croît moins vite que prévu dans les années 1980, ce qui mène à la mise en veille du Projet pilote de l'Arctique et, avec lui, l'abandon définitif du terminal méthanier à Gros-Cacouna,.
Les installations portuaires connaissent tout de même un développement progressif à partir des années 1980. Le port accueille des navires de 40 000 tonnes, soit deux fois plus que le port de Rimouski-Est, et son activité s'intensifie : le tonnage des marchandises transbordées passe de 44 835 tonnes en 1985 à 600 000 tonnes en 1990. Cette année-là, 120 navires y accostent, générant des revenus de 354 261 $.

### Nouveaux projets de terminaux (2004-2015)
Un nouveau projet de terminal méthanier est annoncé en 2004 par Énergie Cacouna, un consortium de TransCanada et Pétro-Canada. En 2006, le Bureau d'audiences publiques sur l'environnement (BAPE) juge que le projet n'est pas susceptible de causer des effets environnementaux importants si des mesures d'atténuation sont respectées par le promoteur. Dans cette optique, Énergie Cacouna envisage alors de rapprocher les infrastructures maritimes de la rive afin de réduire à la fois les impacts environnementaux et les coûts, sans toutefois prévoir de nouvelle audience publique devant le BAPE.
En 2007, la mise en service du terminal, initialement prévue pour 2010, est reportée à 2012. Cette décision est attribuée à la hausse des coûts des matériaux et de la main-d'œuvre, ainsi qu'à la nécessité de revoir la configuration des installations marines afin de limiter les impacts sur la faune du Saint-Laurent. Le coût du projet est alors réévalué à un milliard de dollars, en hausse par rapport aux 660 millions estimés en 2004, alors quʼaucune entente dʼapprovisionnement nʼa encore été officiellement conclue avec le fournisseur pressenti de gaz naturel, la société russe Gazprom.

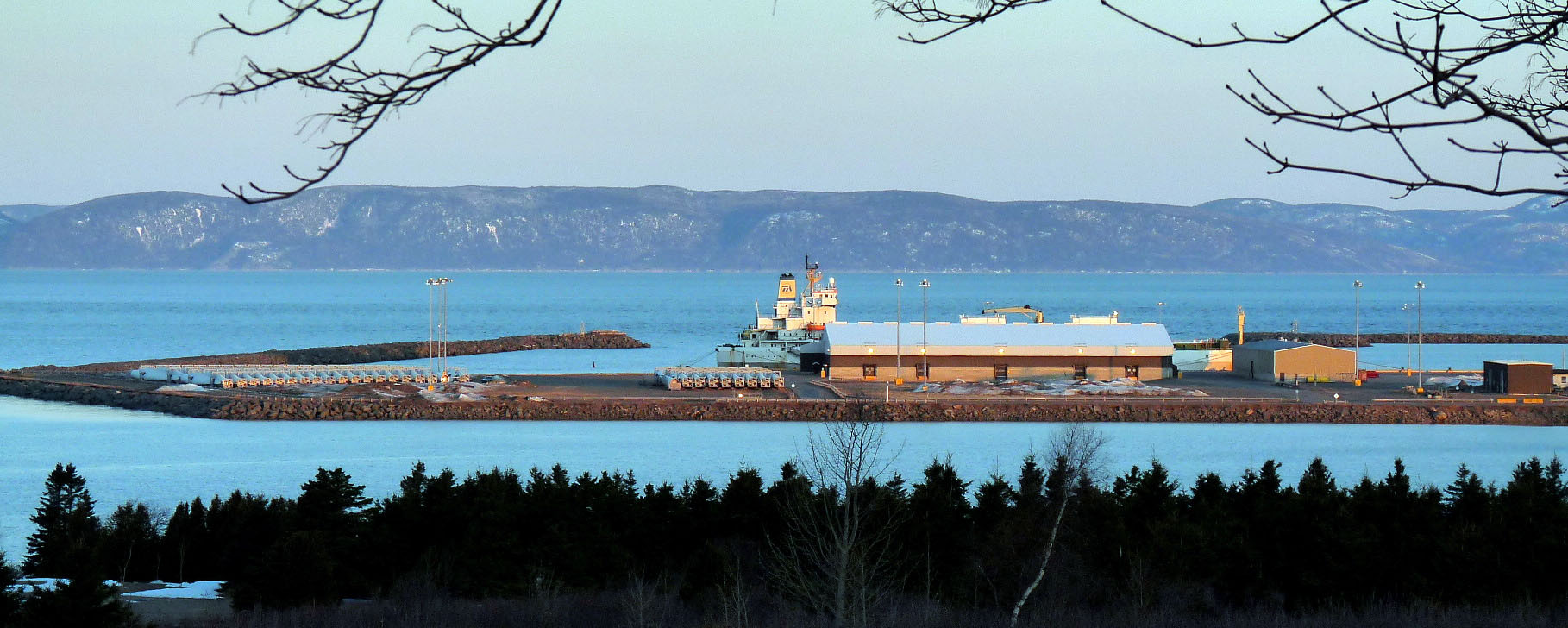
Port de Gros-Cacouna en 2009

Le projet est finalement mis en veilleuse en 2008, en raison d'une baisse de la demande de gaz naturel et d'un contexte économique jugé moins favorable par les promoteurs.
Par la suite, une cale sèche est proposée en 2011,, suivie en 2013 par un projet de terminal pétrolier dans le cadre de l'oléoduc Énergie Est de TransCanada. Il doit permettre l'exportation annuelle de pétrole en provenance de Bakken en Saskatchewan vers l'Europe à partir du port de Gros-Cacouna, à raison de 150 à 180 pétroliers par an, avec des installations prévues comprenant douze réservoirs de stockage d'une capacité totale de 500 000 barils et des plateformes de chargement sur le fleuve. Toutefois, le projet est rapidement contesté par des groupes environnementaux, en raison de sa proximité avec une zone de reproduction désignée comme habitat critique pour le béluga du Saint-Laurent, dont le statut est rehaussé à « en voie de disparition » en décembre 2014,,. Le gouvernement du Québec invite alors TransCanada à envisager des sites alternatifs, et l'entreprise suspend ses travaux de forage à Cacouna,. Finalement, le 1er avril 2015, TransCanada annonce officiellement l'abandon du port pétrolier au Québec, au profit d'un acheminement direct du pétrole vers une installation existante de la Irving à Saint-Jean, au Nouveau-Brunswick.

### Changement de propriétaire et nouvelle traverse (2020 à aujourd'hui)
En 2020, la propriété du port est transférée au gouvernement du Québec. Celui-ci confie sa gestion à la Société portuaire du Bas-Saint-Laurent et de la Gaspésie, une filiale de la Société du parc industriel et portuaire de Bécancour. Cette reprise vise à assurer la pérennité des installations et à favoriser le développement maritime régional,.
Un programme décennal de dragage d'entretien est proposé en 2024 afin de maintenir la profondeur requise. Trois campagnes sont prévues, chacune retirant 60 000 mètres cubes de sédiments, pour un coût pouvant atteindre trois millions de dollars par intervention. Ces opérations suscitent toutefois des préoccupations environnementales, notamment en raison de la présence de bélugas dans la zone de dragage et de rejet des sédiments.
En décembre 2024, le gouvernement du Québec annonce que le port de Gros-Cacouna deviendra, à compter d'avril 2028, le nouveau port d'attache du service de traversier vers Saint-Siméon, mettant ainsi fin à plus de 115 ans de desserte à partir de Rivière-du-Loup. Cette décision est motivée par les contraintes physiques et économiques du site actuel, notamment l'envasement et les dragages récurrents requis pour maintenir la navigabilité. Le maintien du service à Rivière-du-Loup aurait nécessité des investissements évalués à 665 millions de dollars, voire 950 millions sur 25 ans, contre 170,5 millions pour aménager de nouvelles infrastructures à Cacouna, avec un coût total projeté de 474,5 millions.
Des installations temporaires permettront une entrée en service dès 2028, avant l'achèvement d'un nouveau terminal permanent en 2031 à l'est du port de Gros-Cacouna. Celui-ci comprendra une rampe de chargement et de déchargement, une gare fluviale et une aire d'attente, conçues pour ne pas interférer avec les activités industrielles et pour offrir une meilleure protection contre les intempéries. Le navire Saaremaa I, à capacité supérieure, assurera la nouvelle liaison, dont la durée passera de 65 à 85 minutes.
Le port a principalement une vocation de réception, avec près de 90 % des marchandises manutentionnées en déchargement. En 2023, il a traité un total de 179 kilotonnes métriques de marchandises.

#### Articles
: document utilisé comme source pour la rédaction de cet article.
- Charles Brassard et Peter Harrison, « À la recherche d’une raison d’être : le complexe portuaire de Gros-Cacouna », Cahiers de géographie du Québec, vol. 25, no 65,‎ 1981, p. 255-268 (ISSN 0007-9766 et 1708-8968, lire en ligne  [PDF]).
- Richard Saindon, « Le port de mer de Gros-Cacouna », Histoire Québec, La Fédération des sociétés d'histoire du Québec, vol. 1, no 1 « De Kamouraska à Rimouski : un fleuve qui a fait un pays »,‎ juin 1995, p. 18-25 (ISSN 1201-4710 et 1923-2101, lire en ligne  [PDF]).
- Jeannine Ouellet, « Cent ans de navigation entre Rivière-du-Loup et la rive nord », Histoire Québec, vol. 16, no 2,‎ 2010, p. 29-34 (lire en ligne  [PDF])

#### Documents officiels
- Innovation maritime et Société de développement économique du Saint-Laurent, État du transport maritime au Québec – 2024, Rimouski, Innovation maritime, 2024 (lire en ligne [PDF])